# Lophodelta argyrolepia
Lophodelta argyrolepia là một loài bướm đêm trong họ Noctuidae.